# Max Lehnerdt
Max Lehnerdt (* 22. Oktober 1861 in Königsberg; † 19. Dezember 1945 in Palmnicken) war ein deutscher Altphilologe und Gymnasiallehrer.

## Leben
Max Lehnerdt studierte ab 1878 an der Universität Königsberg, wo er Schüler von Gustav Hirschfeld war, dessen Nachruf er schrieb. Während seines Studiums wurde er 1878 Mitglied der Königsberger Burschenschaft Teutonia. 1883 wurde er in Königsberg promoviert. 1884 legte er die Prüfung für das höhere Lehramt ab. Von 1885 bis 1887 unterrichtete er am Gymnasium in Lötzen, anschließend unterrichtete er bis zu seinem Ruhestand 1927 am Kneiphöfischen Gymnasium in Königsberg.
Neben dem Schuldienst arbeitete er auch weiter wissenschaftlich und publizierte vor allem zum Nachleben der Antike in der Renaissance, so gab er auch die 3. Auflage von Georg Voigts Die Wiederbelebung des classischen Altertums oder das erste Jahrhundert des Humanismus heraus. Ferner trug er Artikel zu Wilhelm Heinrich Roschers Ausführlichem Lexikon der griechischen und römischen Mythologie bei.

## Veröffentlichungen (Auswahl)
- De locis Plutarchi ad artem spectantibus. Königsberg 1883 (Dissertation, Digitalisat).
- Iōannu Kanabutzē tu magistru Pros ton authentēn tēs Ainu kai Samothrakēs = Ioannis Canabutzae magistri Ad principem Aeni et Samothraces in Dionysium Halicarnasensem commentarius. Teubner, Leipzig 1890.
- Georg Voigt: Die Wiederbelebung des classischen Altertums oder das erste Jahrhundert des Humanismus. 3. Auflage, besorgt von Max Lehnerdt. Reimer, Berlin 1893.
- Zur Biographie des Giovanni di Conversino von Ravenna. Ein Beitrag zur Geschichte des Humanismus in Italien. Hartung, Königsberg 1893.
- Gustav Hirschfeld. In: Biographisches Jahrbuch für Altertumskunde 21, 1899, S. 65–90 (Digitalisat).
- Die Verschwörung des Stefano Porcari und die Dichtung der Renaissance. In: Neue Jahrbücher für das klassische Altertum 11, 1903.
- Lucretius in der Renaissance. Hartung, Königsberg 1905.
- Horatii Romani Porcaria, seu de coniuratione Stephani Porcarii carmen cum aliis eiusdem quae inveniri potuerunt carminibus. Teubner, Leipzig 1907.
- Aus Johannes Voigts ersten Königsberger Jahren. Gräfe & Unzer 1929.
- Ein ungedruckter Brief Kants aus dem Besitz der Buchh. Gräfe & Unzer, Königsberg/Pr. [Königsberg 1930].